# Dan Ekborg
Dan Peder Clemens Ekborg, född 23 november 1955 i Storkyrkoförsamlingen i Stockholm, är en svensk skådespelare och röstskådespelare. Han är son till skådespelaren Lars Ekborg och äldre bror till Anders Ekborg.

## Biografi
Dan Ekborg studerade vid Calle Flygare Teaterskola 1972–74 och Teaterhögskolan i Stockholm 1976–79. Han fick sitt genombrott i Skrik för livet på Göteborgs Stadsteater 1980. Han har också medverkat i flera uppsättningar på Dramaten, bland andra Tre systrar, Vildanden och Lång dags färd mot natt. På Stockholms stadsteater har han setts i produktioner som Maratondansen, Hjälten, Puntila/Matti och Tolvskillingsoperan.
Ekborg är en driven komediaktör och har medverkat i ett flertal långkörare på privatteatrarna, bland andra Kuta och kör, Hotelliggaren och Para på skoj på Folkan, musikalen Stars på Göta Lejon och operetten Pariserliv på Vasan. Han har showat med Lill Lindfors på Berns och hoppade in som ersättare för Knut Agnred i Galenskaparna och After Shaves revy Kasinofeber på Cirkus i Stockholm.
På film har Ekborg haft framträdande roller i bland andra Tomten är far till alla barnen och Hur som helst är han jävligt död. Han är även röstskådespelare; bland annat har han gjort den svenska rösten till anden i Walt Disneys tecknade film Aladdin och till Hades i filmen Herkules. Han har nominerats till en Guldbagge för bästa manliga biroll två gånger: 2000 för Tomten är far till alla barnen och 2008 för Se upp för dårarna.
På radio under 2000-talet hördes han ibland i P1:s På minuten, ett underhållningsprogram som då leddes av Ingvar Storm. I TV har Ekborg bland annat medverkat i Parlamentet, och han gästade 2009 Johan Ulveson och Lennart Jähkel i deras matlagningsprogram Sjön suger. Han medverkade också i säsong 5 av SVT-programmet Stjärnorna på slottet år 2010–2011.
Dan Ekborg tilldelades Litteris et Artibus 2010.

### Privatliv
Ekborg har varit gift fyra gånger. Första äktenskapet med Die Asplund varade 1988–1991. Mellan 1992 och 1995 var han gift med Kao Lindström. Tredje äktenskapet med Malin Svensson varade 1996–1999 och mellan 2016 och 2021 var han gift med Emma Svedlund.

## Filmografi (i urval)

### Filmer
| År   | Titel                                        | Roll                             | Noter                         |
| ---- | -------------------------------------------- | -------------------------------- | ----------------------------- |
| 1973 | Livet leker                                  | Lennart                          | TV-film                       |
| 1974 | Modern och stjärnan                          | Albin                            | TV-film                       |
| 1975 | Liv                                          | Rolf Larsson                     | TV-film                       |
| 1982 | Jönssonligan & Dynamit-Harry                 | Kriminalassistent Gren           |                               |
| 1984 | Haren och vråken                             | Guntlack                         | TV-film                       |
| 1984 | Mannen från Mallorca                         | Man som blir nedslagen på posten |                               |
| 1984 | Se upp för sjöjungfrur!                      | Kjell                            | TV-film                       |
| 1986 | Moa                                          | Artur Lundkvist                  |                               |
| 1986 | Jönssonligan dyker upp igen                  | Kriminalassistent Gren           |                               |
| 1987 | Paganini från Saltängen                      | Ulf                              | TV-film                       |
| 1988 | Enkel resa                                   | Body                             |                               |
| 1989 | Jönssonligan på Mallorca                     | Kriminalassistent Gren           |                               |
| 1992 | Aladdin                                      | Anden                            | Svensk röst                   |
| 1992 | Kuta och kör                                 | Polissergeant Troughton          | TV-film                       |
| 1994 | Jafars återkomst                             | Anden                            | Svensk röst                   |
| 1994 | Trollet i parken                             | Stanley                          | Svensk röst                   |
| 1996 | Monopol                                      | Parkbänksmannen                  |                               |
| 1996 | 101 dalmatiner                               | Hjalle                           | Svensk röst                   |
| 1996 | Aladdin och rövarnas konung                  | Anden                            | Svensk röst                   |
| 1997 | Herkules                                     | Hades                            | Svensk röst                   |
| 1997 | Flubber                                      | Professor Philip Brainard        | Svensk röst                   |
| 1997 | Lånarna                                      | Insektsutrotare Jeff             | Svensk röst                   |
| 1998 | Willy Wonka och chokladfabriken              | Willy Wonka                      | Svensk röst                   |
| 1999 | Tomten är far till alla barnen               | Gunnar                           |                               |
| 1999 | To Be Continued                              | Älskaren som sitter i köket      | Kortfilm                      |
| 2000 | Hur som helst är han jävligt död             | Gunnar                           |                               |
| 2000 | Jönssonligan spelar högt                     | Tenoren Bajron                   |                               |
| 2001 | Puder                                        | Medelålders skådespelaren        |                               |
| 2001 | Tom och Jerry - Den magiska ringen           | Butch                            | Direkt till video Svensk röst |
| 2002 | Hos skurkarna                                | Hades                            | Svensk röst                   |
| 2005 | Loranga, Masarin och Dartanjang              | Loranga                          | Röstroll                      |
| 2005 | Valiant och de fjäderlätta hjältarna         | Cuffling                         | Svensk röst                   |
| 2005 | Lovisa och Carl Michael                      | Johan Tobias Sergel              | TV-film                       |
| 2006 | Två tennisskor                               |                                  | Kortfilm                      |
| 2006 | Lilla kycklingen                             | Magister Ullsson                 | Svensk röst                   |
| 2006 | Den enskilde medborgaren                     | Tobias Stenström                 |                               |
| 2007 | Beck – Advokaten                             | Patrik Hansson                   |                               |
| 2007 | Se upp för dårarna                           | Ulf Enecke                       |                               |
| 2009 | Sommaren med Göran                           | Greger Bengtzon                  |                               |
| 2009 | Planet 51                                    | General Grawl                    | Svensk röst                   |
| 2011 | En enkel till Antibes                        | Johan                            |                               |
| 2012 | Hamilton – I nationens intresse              | Claes Olofsson                   |                               |
| 2012 | Spegel, spegel                               | Bengtsson                        | Svensk röst                   |
| 2013 | Små citroner gula                            | Gérard                           |                               |
| 2015 | I nöd eller lust                             | Göran                            |                               |
| 2015 | Sverige är fantastiskt                       | Präst                            |                               |
| 2017 | Paddington 2                                 | Knutten McGinty                  | Svensk röst                   |
| 2018 | The Christmas Chronicles                     | Jultomten                        | Svensk röst                   |
| 2018 | Hotell Transylvanien 3: En monstersemester   | Abraham Van Helsing              | Svensk röst                   |
| 2018 | Pettson och Findus – Findus flyttar hemifrån | Pettson                          | Svensk röst                   |
| 2020 | The Christmas Chronicles 2                   | Jultomten                        | Svensk röst                   |
| 2022 | Folk och rövare i Kamomilla stad             | Tobias                           | Svensk röst                   |
| 2023 | Tandfen i trubbel                            | Rick                             | Svensk röst                   |

### TV
| År        | Titel                                               | Roll                | Noter                                                     |
| --------- | --------------------------------------------------- | ------------------- | --------------------------------------------------------- |
| 1980      | Dubbelstötarna                                      | Andersson           | Miniserie                                                 |
| 1980      | Från Boston till pop                                | Nicke               | Miniserie                                                 |
| 1983      | Distrikt 5                                          | Svenne              | Miniserie                                                 |
| 1983      | Vad betjänten såg                                   |                     | TV-pjäs                                                   |
| 1984      | Nya himlar och en ny jord                           | Franz Sjöberg       | Miniserie                                                 |
| 1985      | Den tragiska historien om Hamlet – prins av Danmark | Laertes             | TV-pjäs i två delar                                       |
| 1990      | Rosenbaddarna                                       | Adrian Rosensköld   | Miniserie                                                 |
| 1991      | Uppfinnaren                                         | Vilgot              |                                                           |
| 1993      | Nästa man till rakning                              |                     | Miniserie                                                 |
| 1993      | Richard Scarrys äventyrsvärld                       |                     | Svensk röst                                               |
| 1994–1995 | Aladdin                                             | Anden               | Svensk röst                                               |
| 1995      | Anmäld försvunnen                                   | Brorsan Lundberg    | Ett avsnitt                                               |
| 1996      | Handel & vandel                                     | Kent Olof           |                                                           |
| 1996–1997 | Detta har hänt                                      | Clemens Sjölund     | Tolv avsnitt                                              |
| 1997–1999 | Noaks ö                                             | Noak                | Svensk röst                                               |
| 1997–2007 | Parlamentet                                         | Sig själv           | Tre avsnitt                                               |
| 1998–1999 | Herkules                                            | Hades               | Svensk röst                                               |
| 2001      | Magnus och Myggan                                   |                     | Svensk röst                                               |
| 2001–2003 | Hos Musse                                           | Hades               | Svensk röst                                               |
| 2002      | Rederiet                                            | Kaj Öhman           | Tre avsnitt                                               |
| 2004      | W.I.T.C.H.                                          | Prins Phobos        | Svensk röst                                               |
| 2005–2006 | Parlamentet                                         | Sig själv           | Medlem i det röda partiet                                 |
| 2006–2008 | Sing along                                          | Sig själv           | Fyra avsnitt                                              |
| 2007      | Bror & syster                                       | Tor                 | Miniserie                                                 |
| 2007      | August                                              | Frans Hedberg       | TV-drama i två delar                                      |
| 2008      | Parlamentet                                         | Sig själv           | Ett avsnitt                                               |
| 2008      | Doobidoo                                            | Sig själv           | Ett avsnitt                                               |
| 2009      | Livet i Fagervik                                    | Stuteriägare        | Ett avsnitt                                               |
| 2010–2011 | Stjärnorna på slottet                               | Sig själv           | Fem avsnitt                                               |
| 2011      | Gustafsson 3 tr                                     | Skarbom             | Fyra avsnitt                                              |
| 2013      | Molanders                                           | Anders Jarl         | Ett avsnitt                                               |
| 2014      | Stjärnorna på slottet                               | Sig själv           | Ett avsnitt                                               |
| 2016      | Finaste familjen                                    | Frank               | Tre avsnitt                                               |
| 2016      | Renées brygga                                       | Sig själv           | Ett avsnitt Gäst med Ewa Fröling och Ara Abrahamian       |
| 2016      | Hellenius hörna                                     | Sig själv           | Ett avsnitt Gäst med Veronica Maggio                      |
| 2017      | Black Widows                                        | Carl 'CJ' Johansson | Fyra avsnitt                                              |
| 2019      | Let's Dance                                         | Sig själv           | Fem avsnitt Partner med Cecilia Ehrling                   |
| 2020      | Klassfesten                                         | Sig själv           | Ett avsnitt                                               |
| 2021      | Folk med ångest                                     | Jim                 | Miniserie                                                 |
| 2024      | Renées brygga                                       | Sig själv           | Ett avsnitt Gäst med Ellen Bergström och Mårten Andersson |

## Teater

### Roller (ej komplett)
| År   | Roll                       | Produktion | Regi                           | Teater                                |
| ---- | -------------------------- | --- | ------------------------------ | ------------------------------------- |
| 1973 |                            | Kaptenen från Köpenick                                                                                         |                                | Dramaten                              |
| 1973 |                            | Fursteslickaren                                                                                                |                                | Dramaten                              |
| 1974 |                            | Galilei Bertolt Brecht                                                                                         |                                | Dramaten                              |
| 1975 | Medverkande                | Staden spelar upp! Carl Zetterström                                                                            | Lars Amble                     | Dramaten                              |
| 1978 |                            | Doktor Semmelweis                                                                                              |                                | Stockholms stadsteater                |
| 1980 |                            | Skrik för livet                                                                                                |                                | Göteborgs stadsteater                 |
| 1982 | Robert Siverton nr:85      | Maratondansen (They Shoot Horses Don't They?) Horace McCoy                                                     | Fred Hjelm                     | Stockholms stadsteater                |
| 1983 | Brad Majors                | Rocky Horror Show Richard O'Brien                                                                              | Thotte Dellert                 | Chinateatern                          |
| 1984 |                            | Kuta och kör (Run for Your Wife)                                                                               |                                | Folkan                                |
| 1986 |                            | Hotelliggaren (Two Into One) Ray Cooney                                                                        | Tony Verner                    | Folkan                                |
| 1987 | Gösta Ekman                | Zarah Evabritt Strandberg, Stefan Ostrowski och Olle Ljungberg                                                 | Olle Ljungberg                 | Intiman                               |
| 1990 |                            | Skaffa mig en tenor (Lend Me a Tenor) Ken Ludwig                                                               | Piv Bernth                     | Folkan                                |
| 1991 | Medverkande                | Flott & lagom Sven Hugo Persson, Kar de Mumma, Calle Norlén, Carl Zetterström, Tomas Tivemark, Katrin Sundberg | Thomas Ryberger                | Stora teatern, Stockholm              |
| 1992 |                            | Para på skoj (I Love My Wife) Cy Coleman och Michael Stewart                                                   | Sandy Grant                    | Folkan                                |
| 1992 |                            | Den vilda sardinen (Noises Off) Michael Frayn                                                                  | Tony Verner                    | Folkan                                |
| 1993 | Weps                       | I fru Vennermans fall Marie-Louise Ekman                                                                       | Gösta Ekman Marie-Louise Ekman | Kilen, Kulturhuset, Stockholm         |
| 1993 |                            | Buddy – The Buddy Holly Story Alan Janes och Rob Bettinson                                                     | Tony Verner                    | Göta Lejon                            |
| 1995 | Lennart                    | Dubbeltrubbel (Pyjamas Pour Six) Marc Camoletti                                                                | Lars Amble                     | Vasateatern                           |
| 1996 | Gilbert                    | Alla var där (Anyone for Breakfast?) Derek Benfield                                                            | Paal Wesenlund                 | Folkan                                |
| 1998 |                            | Lång dags färd mot natt (Long Day's Journey into Night) Eugene O'Neill                                         |                                | Dramaten                              |
| 1998 |                            | Närmanden |                                | Dramaten                              |
| 1999 | Greve de Guiche            | Cyrano de Bergerac Edmond Rostand                                                                              | Ronny Danielsson               | Dramaten                              |
| 1999 |                            | Tre systrar (Три сeстры, Tri sestry) Anton Tjechov                                                             |                                | Dramaten                              |
| 1999 |                            | I sista minuten (Dramatisk underhållning inför år 2000)                                                        |                                | Dramaten                              |
| 2000 | Hjalmar Ekdal              | Vildanden Henrik Ibsen                                                                                         | Stefan Larsson                 | Dramaten                              |
| 2001 |                            | Pariserliv (La Vie parisienne) Jacques Offenbach                                                               | Edmund Gleede                  | Vasateatern                           |
| 2001 | Lejonet                    | Trollkarlen från Oz (The Wonderful Wizard of Oz)                                                               | Staffan Götestam               | Göta Lejon                            |
| 2001 | Juan Perón                 | Evita Andrew Lloyd Webber och Tim Rice                                                                         | Ronny Danielsson               | Cirkus, Stockholm                     |
| 2002 | Mauritz Stiller            | Garbo The Musical Michael Reed, Jim Steinman och Warner Brown                                                  | Scott Faris                    | Oscarsteatern                         |
| 2003 |                            | Stars |                                | Göta Lejon                            |
| 2004 | Knuts Agnreds roller       | Kasinofeber | Claes Eriksson                 | Cirkus                                |
| 2004 | Shawn Keogh                | Hjälten (The Playboy of the Western World) John Millington Synge                                               | Thommy Berggren                | Stockholms stadsteater                |
| 2005 | Peachum                    | Tolvskillingsoperan (Die Dreigroschenoper) Bertolt Brecht och Kurt Weill                                       | Lars Rudolfsson                | Stockholms stadsteater                |
| 2006 | Skådespelartruppen, Thommy | En midsommarnattsdröm (A Midsummer Night's Dream) William Shakespeare                                          | Alexander Mørk-Eidem           | Stockholms stadsteater                |
| 2007 |                            | Peer Gynt Henrik Ibsen                                                                                         |                                | Stockholms stadsteater                |
| 2008 |                            | Vem är rädd för Virginia Woolf? (Who's Afraid of Virginia Woolf?) Edward Albee                                 |                                | Stockholms stadsteater                |
| 2009 | Puntila                    | Puntila/Matti (Herr Puntila und sein Knecht Matti) Bertolt Brecht                                              |                                | Stockholms stadsteater                |
| 2010 | Fredrik Egerman            | Sommarnattens leende (A Little Night Music) Stephen Sondheim och Hugh Wheeler                                  | Tobias Theorell                | Stockholms stadsteater                |
| 2010 | Högkomiker Sandon          | Aniara Harry Martinson                                                                                         | Lars Rudolfsson                | Stockholms stadsteater                |
| 2011 |                            | Tartuffe (Tartuffe, ou l'Imposteur) Molière                                                                    |                                | Stockholms stadsteater                |
| 2011 | Jean Valjean               | Les Misérables Claude-Michel Schönberg, Alain Boublil och Herbert Kretzmer                                     | Ronny Danielsson               | Malmö Opera                           |
| 2012 | Dan                        | Next to normal Brian Yorkey och Tom Kitt                                                                       | Lisa Ohlin                     | Stockholms stadsteater                |
| 2013 |                            | En midsommarnatts sexkomedi (A Midsummer Night's Sex Comedy) Woody Allen                                       |                                | Stockholms stadsteater                |
| 2013 | Engineer                   | Miss Saigon Claude-Michel Schönberg, Alain Boublil och Richard Maltby, Jr.                                     | Ronny Danielsson               | Malmö Opera                           |
| 2014 |                            | Vad betjänten såg (What the butler saw) Joe Orton                                                              |                                | Kulturhuset Stadsteatern              |
| 2014 | Billy Flynn                | Chicago John Kander, Fred Ebb och Bob Fosse                                                                    | Roine Söderlundh               | Kulturhuset Stadsteatern              |
| 2015 | Markurell                  | Markurells i Wadköping Hjalmar Bergman                                                                         | Dennis Sandin                  | Göteborgs stadsteater                 |
| 2016 | Medverkande                | Oscarsrevyn, revy Calle Norlén                                                                                 | Edward af Sillén               | Oscarsteatern                         |
| 2017 | Franz Prächtel             | Lite lugn före stormen (Ein bisschen Ruhe vor dem Sturm) Theresia Walser                                       | Dennis Sandin                  | Kulturhuset Stadsteatern              |
| 2018 | Il                         | Besök av en gammal dam (Der Besuch der alten Dame) Friedrich Dürrenmatt                                        | Katrine Wiedemann              | Kulturhuset Stadsteatern              |
| 2018 | Philip Henslowe            | Shakespeare in Love Marc Norman och Tom Stoppard                                                               | Ronny Danielsson               | Kulturhuset Stadsteatern              |
| 2019 | Tevye                      | Spelman på taket (Fiddler on the Roof) Jerry Bock, Sheldon Harnick och Joseph Stein                            | Ronny Danielsson               | Kulturhuset Stadsteatern/ Dansens hus |
| 2020 | Medverkande                | Det stora teaterkalaset Calle Norlén                                                                           | Sissela Kyle                   | Kulturhuset Stadsteatern              |
| 2021 | John Barrymore             | Barrymore William Luce                                                                                         | Philip Zandén                  | Kulturhuset Stadsteatern              |

## Priser och nomineringar
| År   | Uppsättning                    | Pris       | Kategori                   | Resultat  |
| ---- | ------------------------------ | ---------- | -------------------------- | --------- |
| 1988 | Zarah                          | Guldmasken | Bästa manliga biroll       | Vann      |
| 1992 | Flott och lagom                | Guldmasken | Bästa manliga skådespelare | Vann      |
| 1996 | Dubbeltrubbel                  | Guldmasken | Bästa manliga skådespelare | Vann      |
| 1999 | Tomten är far till alla barnen | Guldbaggen | Bästa manliga biroll       | Nominerad |
| 2004 | Stars                          | Guldmasken | Bästa manliga skådespelare | Nominerad |
| 2007 | Se upp för dårarna             | Guldbaggen | Bästa manliga biroll       | Nominerad |